# كلي شيركي
كلي شيركي (بالإنجليزية: Clay Shirky)‏ كاتب ولد 1964 أمريكي الجنسية، معلم ومستشار حول التأثيرات الاجتماعية والاقتصادية لتقنيات الإنترنت ، يدرس في جامعة نيويورك ويركز في كل دوراته على تاثير الشكبات التقنية على الثقافة والعكس بالعكس.

## انظرأيضاً
- فضول المعرفة (كتاب)
- ها قد أتى الجميع (كتاب)

## روابط خارجية
- كلي شيركي على موقع IMDb (الإنجليزية)
- كلي شيركي على موقع إن إن دي بي (الإنجليزية)